# Beinheim
Beinheim [bainaim] est une commune française située dans la circonscription administrative du Bas-Rhin et, depuis le 1er janvier 2021, dans le territoire de la Collectivité européenne d'Alsace, en région Grand Est.
Cette commune se trouve dans la région historique et culturelle d'Alsace.

## Géographie

### Localisation
Située le long de l'autoroute A35 entre Roppenheim et Seltz. Elle est située à environ 50 kilomètres au nord de Strasbourg, à 5 minutes de la frontière allemande.
Un des points géodésiques du réseau géodésique français se trouve dans la commune, au lieu-dit Tannenhaeusel.

### Communes limitrophes
Les communes limitrophes sont  Forstfeld, Iffezheim, Kesseldorf, Neuhaeusel, Rastatt, Roppenheim et Seltz.
| Kesseldorf | Seltz      |                        |
| Forstfeld  | Beinheim   | Rastatt ( Allemagne)   |
| Roppenheim | Neuhaeusel | Iffezheim ( Allemagne) |

### Hydrographie

#### Réseau hydrographique

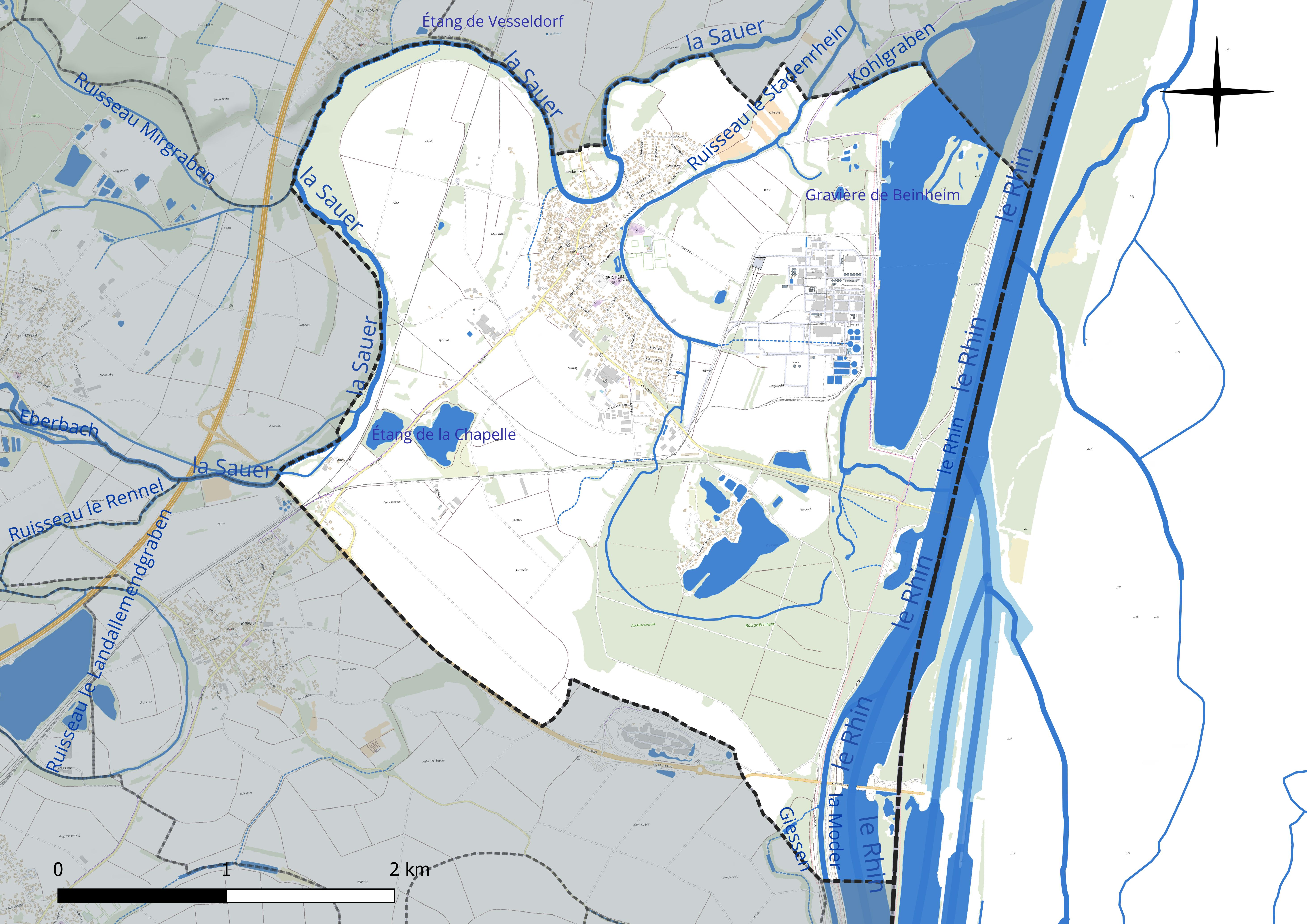
Réseau hydrographique de Beinheim.

La commune est dans le bassin versant du Rhin au sein du bassin Rhin-Meuse. Elle est drainée par le Rhin, la Moder, la Sauer, le ruisseau le Kohlgraben et le ruisseau le Stadenrhein,.
Le Rhin, long de 1 233 km est le plus long fleuve se déversant dans la mer du Nord et de l'une des voies navigables les plus fréquentées du monde. Il traverse la Suisse, l'Autriche, l'Allemagne et les Pays-Bas et marque la frontière entre l'Allemagne et la France.
La Moder, d'une longueur de 82 km, prend sa source dans la commune de Zittersheim et se jette  dans le Rhin en rive gauche sur la commune, après avoir traversé 29 communes.
La Sauer, d'une longueur de 64 km, prend sa source dans la commune de Lembach et se jette  dans le Rhin en rive gauche à Munchhausen, après avoir traversé 19 communes. Les caractéristiques hydrologiques de la Sauer sont données par la station hydrologique située sur la commune. Le débit moyen mensuel est de 3,63 m3/s. Le débit moyen journalier maximum est de 34,8 m3/s, atteint lors de la crue du 9 janvier 2011. Le débit instantané maximal est quant à lui de 39 m3/s, atteint le même jour.
Deux plans d'eau complètent le réseau hydrographique : la gravière de Beinheim, d'une superficie totale de 119 ha (84,6 ha sur la commune) et l'étang de la Chapelle (6,9 ha),.

#### Gestion et qualité des eaux
Le territoire communal est couvert par le schéma d'aménagement et de gestion des eaux (SAGE) « Ill Nappe Rhin ». Ce document de planification concerne la nappe phréatique rhénane, les cours d'eau de la plaine d'Alsace et du piémont oriental du Sundgau, les canaux situés entre l'Ill et le Rhin et les zones humides de la plaine d'Alsace. Il s’étend sur 3 596 km2. Il a été approuvé le 17 janvier 2005. La structure porteuse de l'élaboration et de la mise en œuvre est la région Grand Est.
La qualité des cours d’eau peut être consultée sur un site dédié géré par les agences de l’eau et l’Agence française pour la biodiversité.

### Climat
Pour des articles plus généraux, voir Climat du Grand Est et Climat du Bas-Rhin.
En 2010, le climat de la commune est de type climat des marges montargnardes, selon une étude du Centre national de la recherche scientifique s'appuyant sur une série de données couvrant la période 1971-2000. En 2020, Météo-France publie une typologie des climats de la France métropolitaine dans laquelle la commune est exposée à un climat semi-continental et est dans la région climatique  Alsace, caractérisée par une pluviométrie faible, particulièrement en automne et en hiver, un été chaud et bien ensoleillé, une humidité de l’air basse au printemps et en été, des vents faibles et des brouillards fréquents en automne (25 à 30 jours).
Pour la période 1971-2000, la température annuelle moyenne est de 10,7 °C, avec une amplitude thermique annuelle de 17,8 °C. Le cumul annuel moyen de précipitations est de 877 mm, avec 10,8 jours de précipitations en janvier et 10,1 jours en juillet. Pour la période 1991-2020, la température moyenne annuelle observée sur la station météorologique de Météo-France la plus proche, « Scheibenhard », sur la commune de Scheibenhard à 13 km à vol d'oiseau, est de 11,8 °C et le cumul annuel moyen de précipitations est de 739,0 mm. 
La température maximale relevée sur cette station est de 38,8 °C, atteinte le 7 août 2015 ; la température minimale est de −15,2 °C, atteinte le 11 janvier 2009,,.
Les paramètres climatiques de la commune ont été estimés pour le milieu du siècle (2041-2070) selon différents scénarios d'émission de gaz à effet de serre à partir des nouvelles projections climatiques de référence DRIAS-2020. Ils sont consultables sur un site dédié publié par Météo-France en novembre 2022.

## Urbanisme

### Typologie
Au 1er janvier 2024, Beinheim est catégorisée bourg rural, selon la nouvelle grille communale de densité à sept niveaux définie par l'Insee en 2022.
Elle est située hors unité urbaine et hors attraction des villes,.

### Occupation des sols

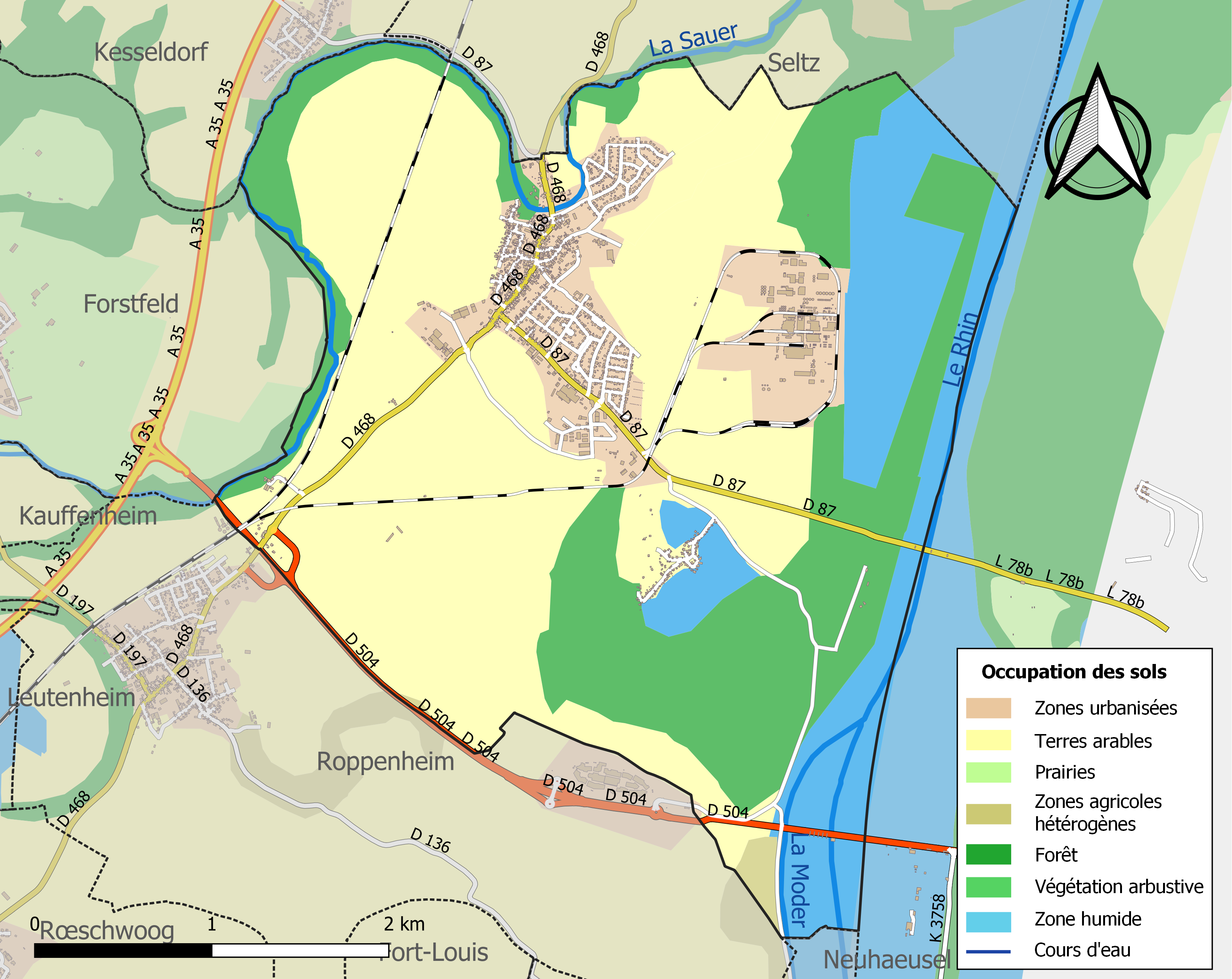
Carte des infrastructures et de l'occupation des sols de la commune en 2018 (CLC).

L'occupation des sols de la commune, telle qu'elle ressort de la base de données européenne d’occupation biophysique des sols Corine Land Cover (CLC), est marquée par l'importance des territoires agricoles (48,4 % en 2018), en diminution par rapport à 1990 (54,8 %). La répartition détaillée en 2018 est la suivante : 
terres arables (46,2 %), forêts (24,1 %), eaux continentales (15,1 %), zones urbanisées (8,3 %), zones industrielles ou commerciales et réseaux de communication (4 %), cultures permanentes (1,6 %), zones agricoles hétérogènes (0,7 %). L'évolution de l’occupation des sols de la commune et de ses infrastructures peut être observée sur les différentes représentations cartographiques du territoire : la carte de Cassini (XVIIIe siècle), la carte d'état-major (1820-1866) et les cartes ou photos aériennes de l'IGN pour la période actuelle (1950 à aujourd'hui).

## Toponymie
Le nom de la localité est attesté Beninhaim en l'an 774, Beinenheim au Xe siècle.
Ce toponyme semble dériver de l'anthroponyme germanique Beninga.
Bänem en alémanique.

## Histoire

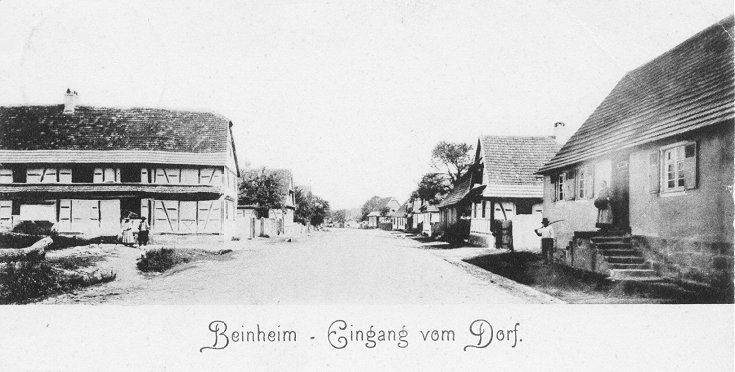
Rue vers 1910.

En 884, le bourg figure dans un diplôme de Charles le Gros, sous le nom de Beinenheim, parmi les biens de l'abbaye de Honau. Ancienne ville landgraviale avec château, Beinheim n'était plus au XVe siècle à la tête du Ried ou Riet.
En 1255, Beinheim appartient au baron de Fleckenstein.
En 1404 (ou 1402), les seigneurs de Fleckenstein vendent la seigneurie de Beinheim aux margrave de Bade, qui  plus tard y introduisirent la Réforme religieuse, mais celle-ci ne sut pas y conserver pied. En 1432, Jacques, margrave de Bade, vend à Wirich de Hohenbourg un quart du bourg castral de Beinheim et s'engage, entre autres, à fournir des armes, six arbalètes, une bombarde et quatre canons dits Klotzbüchsen, pour la défense commune qui seront cependant entreposé au château.
En 1497, le margrave vend Beinheim à l'électeur palatin. Ces derniers le revendront, en 1557, au margrave de Bade qui conservera le village jusqu'à la Révolution française. En 1687, le château est démoli, et par la suite la maison curiale sera bâti sur son emplacement.

### Héraldique
| Blason de Beinheim | Blason  | D'argent au soc de charrue de sable posé en pal la pointe vers le chef. |
| Blason de Beinheim | Détails |                                                                         |

## Politique et administration
| Période                                  | Période                   | Identité                                        | Étiquette | Qualité                                                  |
| ---------------------------------------- | ------------------------- | ----------------------------------------------- | --------- | -------------------------------------------------------- |
| mars 2001                                | En cours (au 31 mai 2020) | Bernard Hentsch, Réélu pour le mandat 2020-2026 | DVD       | Chef d'entreprise président de la communauté de communes |
| Les données manquantes sont à compléter. |                           |                                                 |           |                                                          |

## Démographie
L'évolution du nombre d'habitants est connue à travers les recensements de la population effectués dans la commune depuis 1793. Pour les communes de moins de 10 000 habitants, une enquête de recensement portant sur toute la population est réalisée tous les cinq ans, les populations de référence des années intermédiaires étant quant à elles estimées par interpolation ou extrapolation. Pour la commune, le premier recensement exhaustif entrant dans le cadre du nouveau dispositif a été réalisé en 2006.

En 2022, la commune comptait 1 904 habitants, en évolution de +1,87 % par rapport à 2016 (Bas-Rhin : +3,17 %, France hors Mayotte : +2,11 %).
| 1793 | 1800  | 1806  | 1821  | 1831  | 1836  | 1841  | 1846  | 1851  |
| ---- | ----- | ----- | ----- | ----- | ----- | ----- | ----- | ----- |
| 834  | 1 047 | 1 175 | 1 494 | 1 545 | 1 542 | 1 462 | 1 591 | 1 583 |

| 1856  | 1861  | 1866  | 1871  | 1875  | 1880  | 1885  | 1890  | 1895  |
| ----- | ----- | ----- | ----- | ----- | ----- | ----- | ----- | ----- |
| 1 440 | 1 401 | 1 429 | 1 299 | 1 314 | 1 200 | 1 069 | 1 014 | 1 012 |

| 1900 | 1905  | 1910  | 1921 | 1926 | 1931 | 1936 | 1946 | 1954 |
| ---- | ----- | ----- | ---- | ---- | ---- | ---- | ---- | ---- |
| 986  | 1 018 | 1 012 | 949  | 946  | 928  | 936  | 994  | 934  |

| 1962 | 1968  | 1975  | 1982  | 1990  | 1999  | 2006  | 2011  | 2016  |
| ---- | ----- | ----- | ----- | ----- | ----- | ----- | ----- | ----- |
| 975  | 1 045 | 1 268 | 1 457 | 1 556 | 1 790 | 1 881 | 1 857 | 1 869 |

| 2021  | 2022  | - | - | - | - | - | - | - |
| ----- | ----- | - | - | - | - | - | - | - |
| 1 914 | 1 904 | - | - | - | - | - | - | - |

## Personnalités liées à la commune
- Jean Adam Schramm (1770-1826), lieutenant-général français de la Révolution et de l'Empire, né et mort à Beinheim ;
- François Bracci (1951-2023), international de football français, né à Beinheim.

## Lieux et monuments

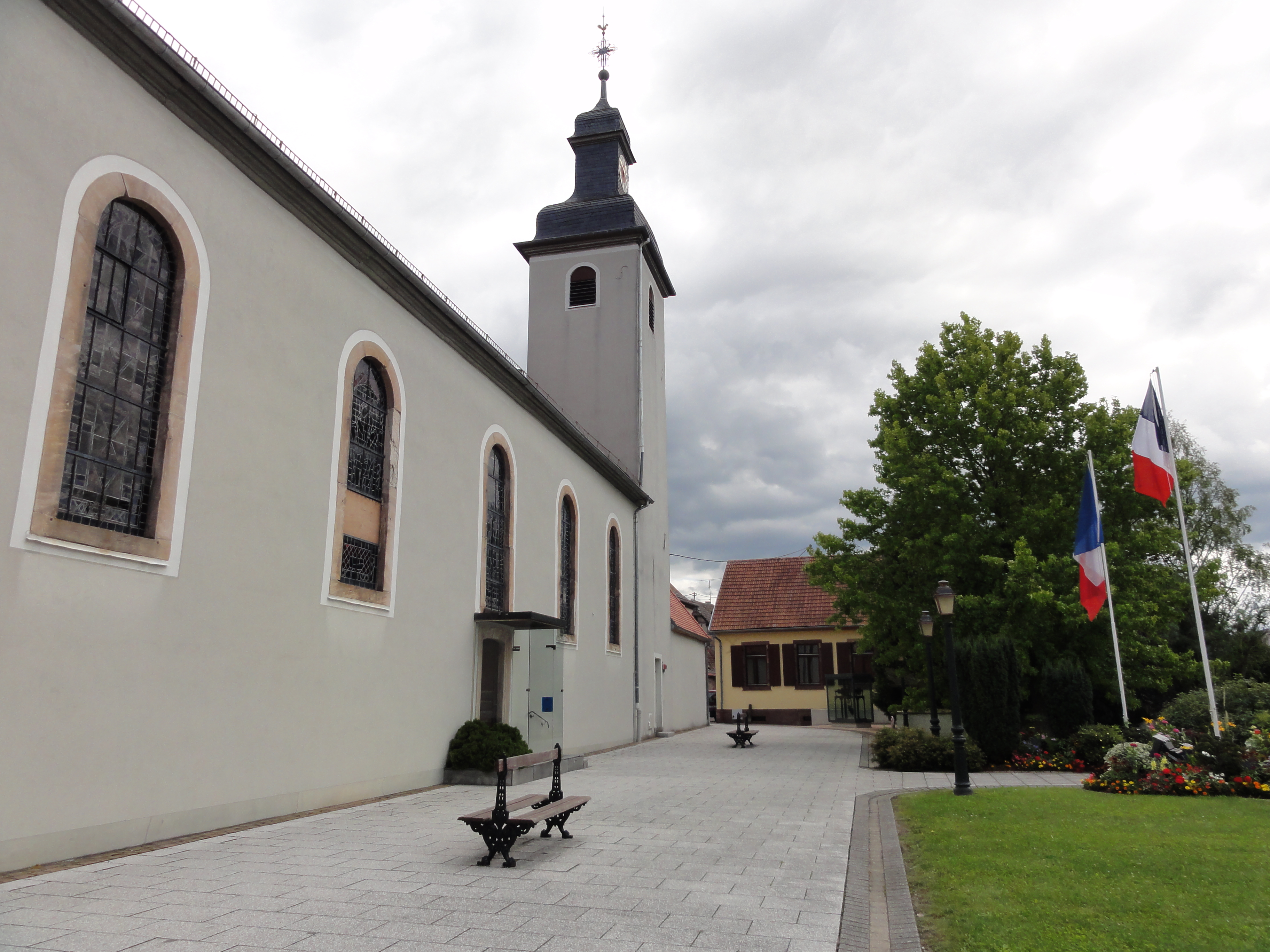
Église de la Sainte-Croix.
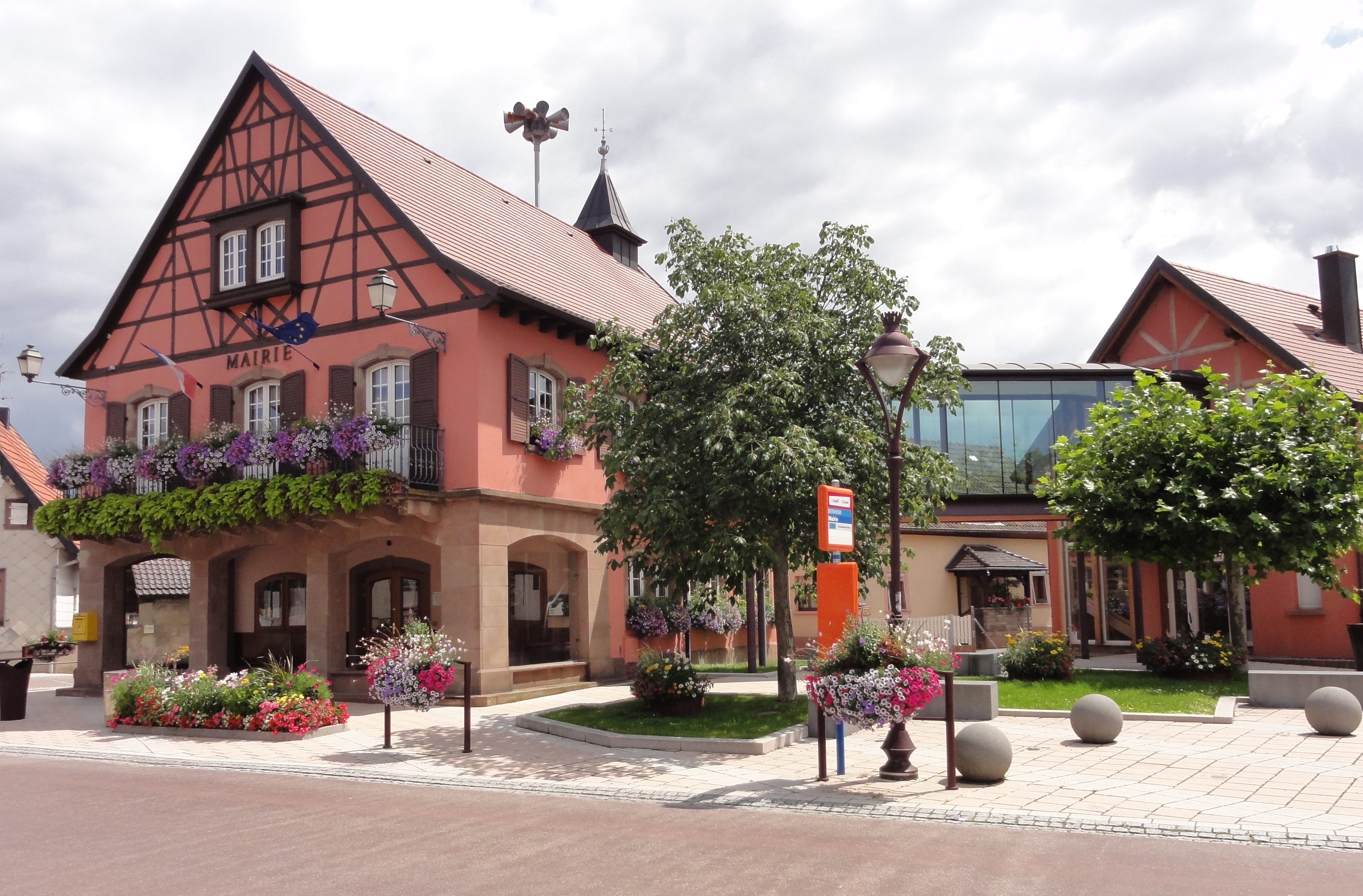
Mairie.
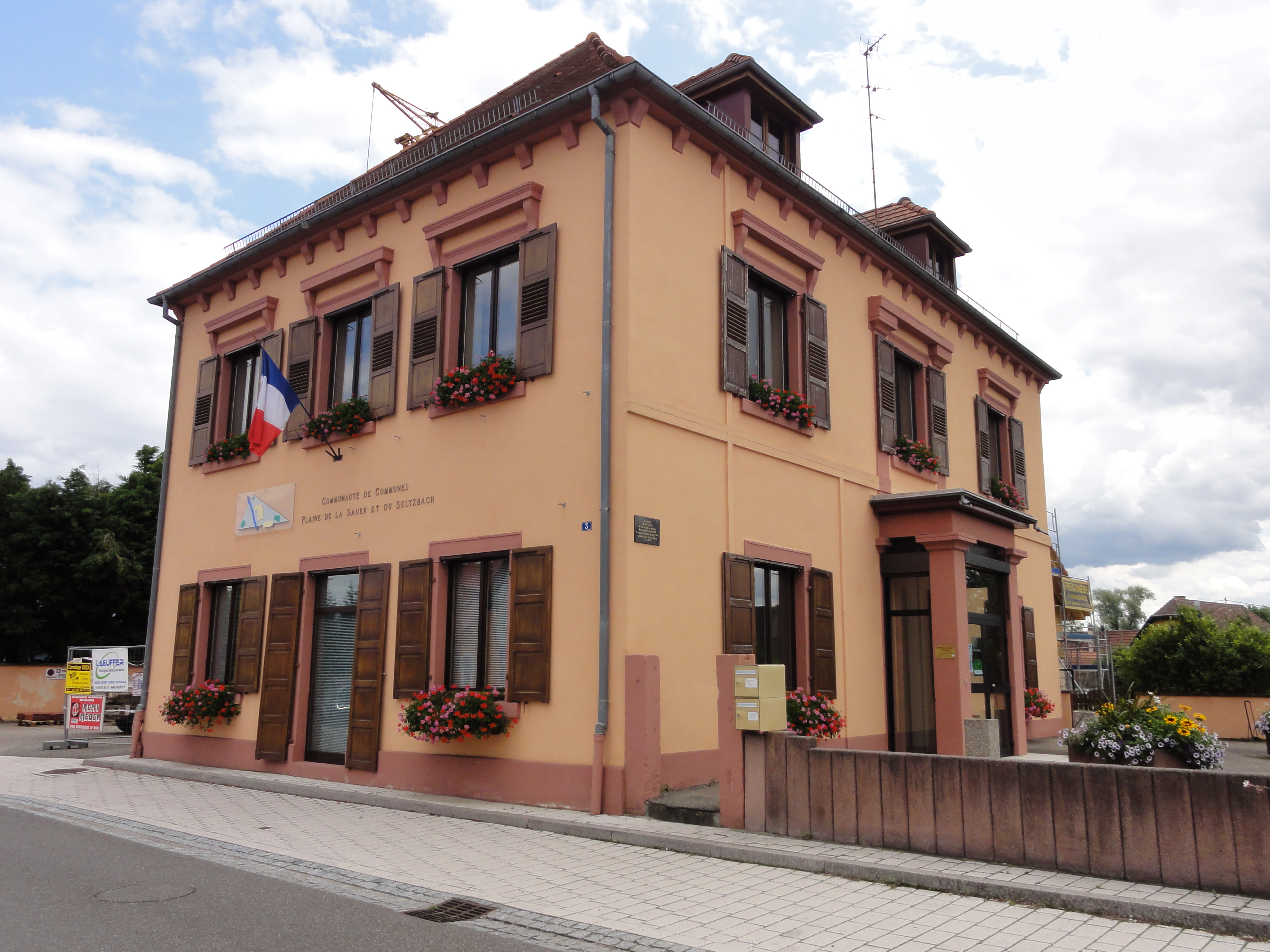
Ancien château du général Schramm.
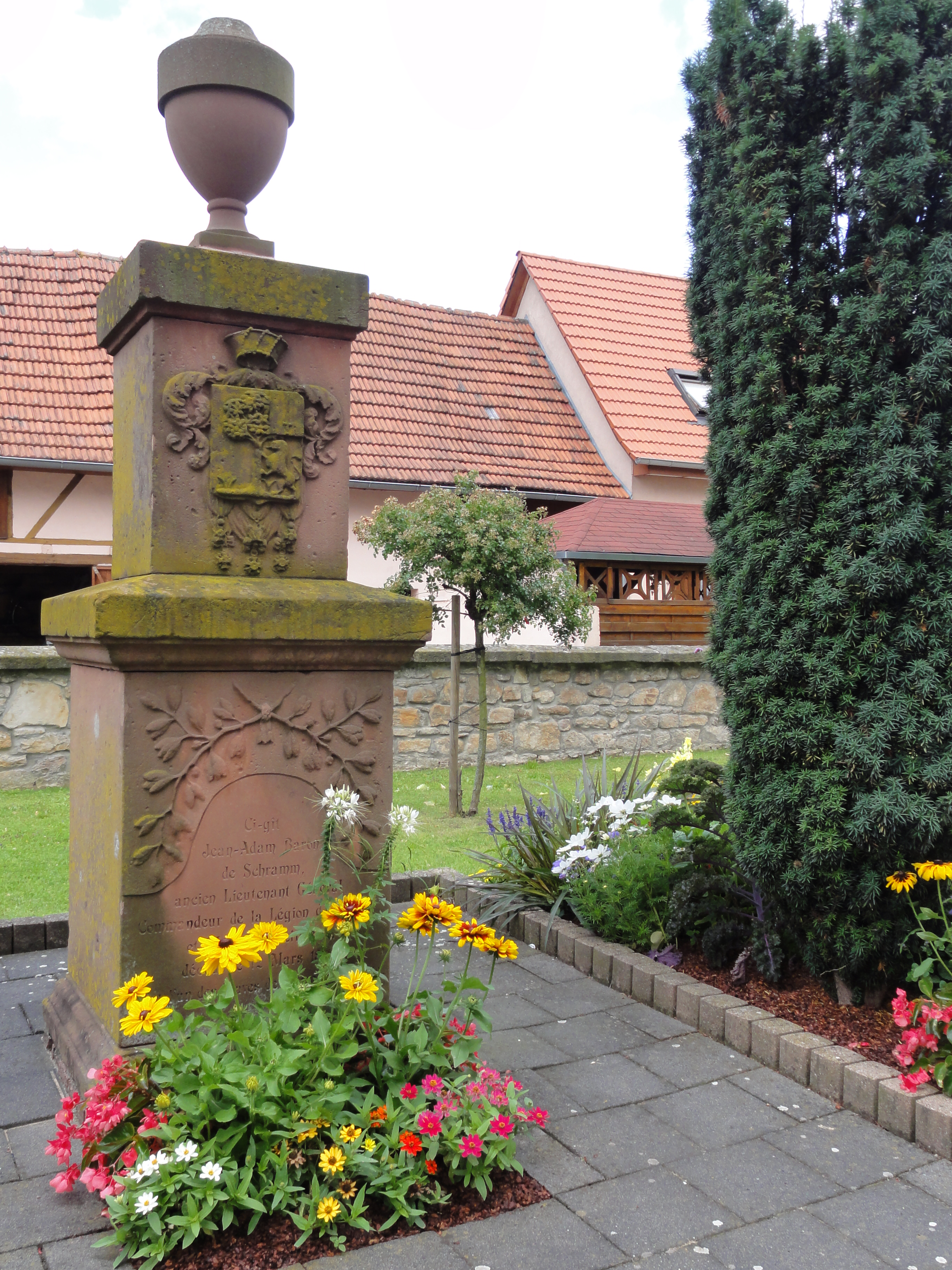
Tombe du général Schramm (1826).
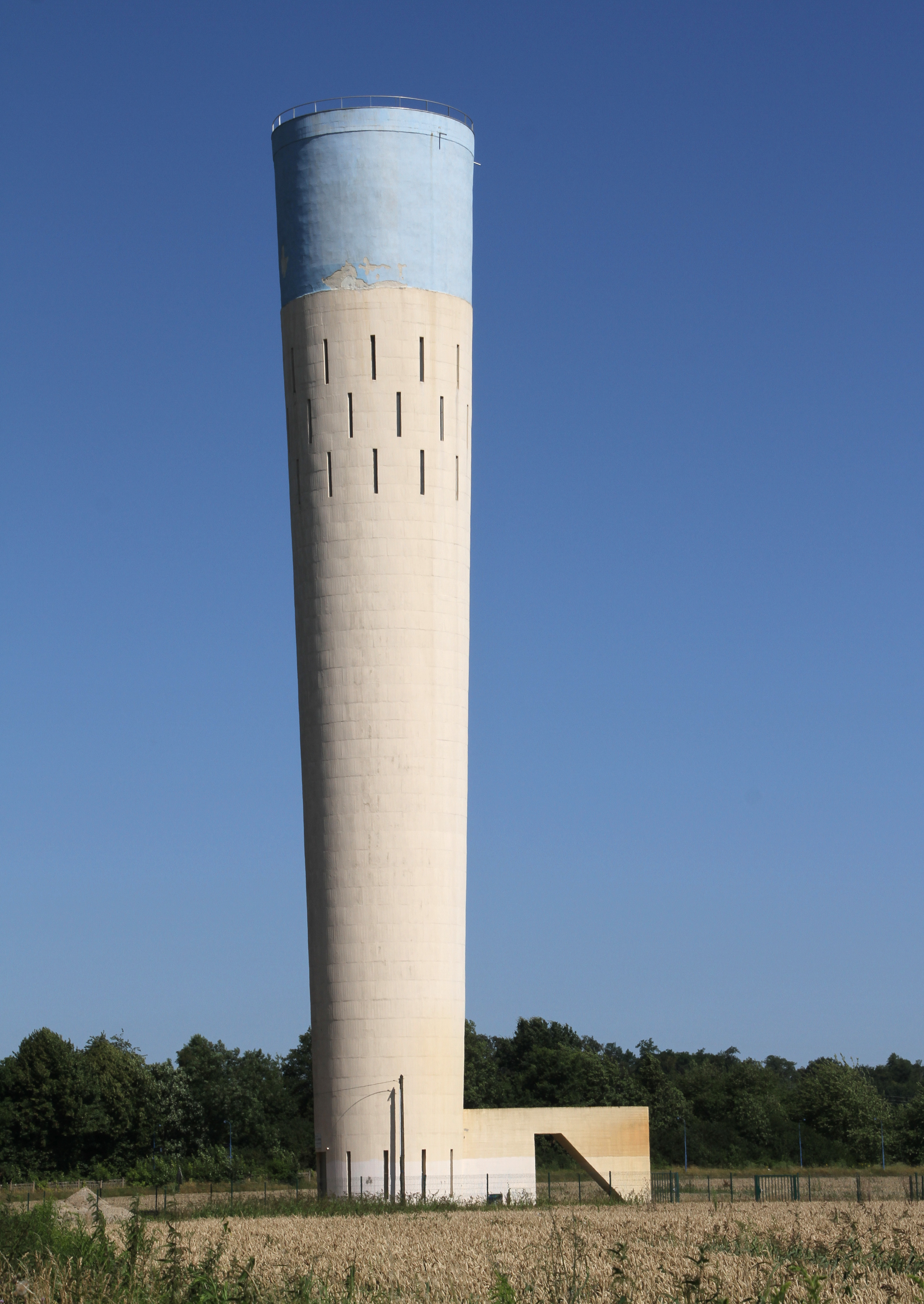
Château d'eau.